# Splats'in
Splats'in (Spallumcheen; Splats'in First Nations, Spallumcheen Indian Band), najjužnija banda (danas pleme) Shuswap Indijanaca, porodica Salishan, naseljeni blizu Enderbyja u Kanadi. Danas su jedna od 10 bandi  'Shuswap Nation Tribal Council' -a (SNTC).
Spallumcheeni (anglizirani oblik) su porijeklom od stare skupine Shuswap Lake ili Skstellnemuk. Danas su naseljeni na tri malena rezervata Enderby 2, Salmon River 1 i Sicamous 3. Populacija 757 (2007.).

## Vanjske poveznice
- The Splats'in Tribe, Shuswap Nation  Arhivirana inačica izvorne stranice od 14. ožujka 2016. (Wayback Machine)